# Раджабов, Азамат Салиевич
Азамат Салиевич Раджабов (тадж. Азамат Салиевич Радҷабов; 26 мая 1940, Ташкент, Узбекская ССР — 12 января 2006, Москва, Росси́йская Федера́ция) — советский, российский и таджикский врач, главный врач московской Городской клинической больницы № 67 (1985—2001), кандидат медицинских наук, Заслуженный врач РСФСР (1991).

## Биография
Родился в семье С. А. Раджабова (1912—1990) — советского учёного, организатора науки, высшего образования и юриспруденции в Таджикистане.
В 1947 году пошёл в Ташкентскую среднюю мужскую школу, после переезда в 1956 году в Сталинабад, окончил среднюю школу № 9 имени Низами (1958), затем Таджикский государственный медицинский институт имени Абуали ибни Сино (Авицены) (1964).
В 1969 году в том же институте защитил диссертацию на соискание учёной степени кандидата медицинских наук по теме «Аллопластика в лечении аневризм сердца (Экспериментальное исследование)».
Трудовую деятельность начал врачом-хирургом Городской клинической больницы № 5 (ныне — имени академика К. Т. Таджиева) в Душанбе. В 1972 году А. С. Раджабов принял участие в конкурсе на должность врача-хирурга, объявленном Городской клинической больницей № 67 Главного управления здравоохранения Мосгорисполкома, впоследствии стал заместителем главного врача по травматологии и ортопедии. В апреле 1985 года был назначен главным врачом больницы:

В 1962 году главным врачом ГКБ № 67 назначается Петрушко Полина Семеновна. <…>, а заместителем главного врача по травматологии и ортопедии Раджабов Азамат Салиевич. <…> В апреле 1985 года главным врачом больницы был назначен Азамат Салиевич Раджабов. <…> Не вызывает сомнений тот факт, что возглавлять одну из крупнейших больниц Москвы на протяжении столь длительного периода времени мог только организатор, обладающий незаурядными качествами: руководить лечебным процессом, решать проблемы экономического, финансового характера, быть в курсе и направлять хозяйственную, строительную деятельность, контролируя выполнение работ каждого подразделения.
На годы руководства Раджабова А. С. пришлись трудные «перестроечные» времена, период реформ. Стоило большого труда удержать больницу, что называется «на плаву», сохранить интеллектуальный и профессиональный уровень медицинского персонала, добрые традиции, формировавшиеся не одно десятилетие.
Азамат Салиевич был одним из многочисленной когорты главных врачей г. Москвы, который дольше всех оставался в своем служебном кресле, он руководил больницей 16 лет.
— 

Одним из заместителей П. С. Петрушко на её посту был Раджабов Азамат Салиевич. Он и занял должность главного врача в 1985 году, и руководил больницей до 2001 года. Именно ему «выпала честь» провести команду нашей ГКБ через политические и экономические шторма 90-х годов прошлого века. <…> Именно основательность подхода и серьезность намерений глав врачей, пожалуй, позволили избежать ломки основ клиники при проведении необходимых реформ.
— 
Работал главным врачом больницы до 2001 года.
Скончался 12 января 2006 года в Москве.

### Семья
- Дедушка — Раджабов Ашурходжа (тадж. Ашӯрхоҷа Раҷабов) (1877—1927) — по профессии был сапожником-кустарём (тадж. маҳси-дуз).
- Бабушка — Раджабова Бибифазилат (тадж. Бибифазилат Раҷабова) (1882—1966) — владела арабским языком, учила женщин Ходжента грамоте.
- Отец — Раджабов Соли Ашурходжаевич (тадж. Солеҳ Ашӯрхоҷаевич Раҷабов  (28 октября (10) ноября 1912 года — 1990) — советский учёный, организатор науки, высшего образования и юриспруденции в Таджикистане, педагог, государственный и общественный деятель, выпускник Ташкентского института советского строительства и права (1933)[6], директор Ташкентского юридического института (1936—1940; 1943—1945; 1949—1954), заведующий кафедрой государства и права Среднеазиатского государственного университета (САГУ) (1955—1956), доктор юридических наук (1949), профессор (1950), действительный член (академик) АН Таджикской ССР (1957), ректор Таджикского государственного университета имени В. И. Ленина (1956—1971), член Президиума АН Таджикской ССР (1971), академик-секретарь Отделения общественных наук АН Таджикской ССР (1975—1987), советник Президиума АН Таджикской ССР (1987—1990), член ЦК КП Таджикистана (1958), депутат Верховного Совета Таджикской ССР (5—7-го созывов), заместитель главного редактора Таджикской советской энциклопедии (1973—1975)[3][6][7][8][9][10].
- Мать — Назарова Назира Назаровна (1915—1996) — выпускница исторического факультета Ташкентского государственного педагогического института (1948—1953), работала заведующей детским садом в Ташкенте (1939—1956), заведующей детским садом № 17 Душанбе (1956—1977)[3].

Сёстры:
- Раджабова Ибарури Салиевна[тадж.] (род. 31.12.1936) — выпускница Московского государственного педагогического института иностранных языков имени Мориса Тореза (1959), кандидат филологических наук (1966), доцент, переводчик (французский язык), работала в Таджикском национальном университете (1959—2018). Муж — Исмаилов Исмаил Ибрагимович (тадж. Исмоилов Исмоил Иброҳимович, 1934—1988), выпускник Таджикского государственного медицинского института имени Абуали ибни Сино (Авицены), кандидат медицинских наук, работал ст. научным сотрудником Таджикского НИИ эпидемиологии и гигиены Минpздрава ТаджССР[3].
- Раджабова Дилбар Салиевна (род. 01.09.1948) — выпускница исторического факультета ТГУ имени Ленина (1971), канд. ист. наук, доцент, работала в ТГУ (1974—2014), ученый секретарь ученого Совета по защите кандидатских и докторских диссертаций и Отечественной истории Таджикского национального университета (2000—2014). Муж — Абдолов Назарбек[тадж.] (р. 1947), доктор филологических наук[3].

- Жена — Мухамедиева Лана Низамовна (род. 1941) — выпускница ТГМИ имени Абуали ибни Сино (Авиценны), академик международной академии космонавтики, доктор медицинских наук, завлабораторией ГНЦ РФ — Института медико-биологических проблем Российской академии наук, специалист в области токсикологии, санитарной химии и мониторинга качества воздушной среды замкнутых экологических систем и пилотируемых космических аппаратов, автор более 150 научных работ и 5 изобретений, Почетный деятель науки и техники города Москвы[3][11][12].
- Сын — Раджабов Фаррух Азаматович (1965—2004) — выпускник Московского автодорожного института (МАДИ) (1993), служил в звании майора милиции в ГИБДД Москвы (1993—2004)[3].

## Общественная деятельность
- делегат XIX Всесоюзной конференции КПСС (28 июня — 1 июля 1988)[3][13]

## Награды и звания
- «Заслуженный врач РСФСР» — за заслуги в области народного здравоохранения и достигнутые успехи в лечебно-профилактической работе (Москва, Кремль 24.09.1991)[14]